# 花錦蘚
花錦蘚（学名：Chionostomum rostratum）为錦蘚科花錦蘚屬下的一个种。